# Orde al Mèrit de la República Italiana
L'Orde al Mèrit de la República Italiana (italià:  Ordine al merito della Repubblica Italiana) és el màxim orde de la República Italiana. Va ser fundada pel segon President de la República Italiana, Luigi Einaudi el 1951. Es concedeix pels "mèrits a la nació" en els camps de la literatura, les arts, l'economia, el servei públic i social, la filantropia i les activitats humanitàries, així com pel servei llarg i meritori a les forces armades i a l'administració civil. Les lletres post-nominal per l'orde és OMRI.
El President de la República és el cap de l'orde, envoltat d'un consell format pel canceller i per 16 membres. La cancelleria de l'orde té la seu a Roma.

## Història
Instituïda mitjançant la llei 178 del 3 de març de 1951 i operativa a partir de 1952, l'orde al Mèrit nasqué amb l'objectiu de recompensar els mèrits adquirits vers la Nació als camps de les lletres, les arts, l'economia i el compromís dels càrrecs públics i de les activitats dirigides als fins socials, filantròpics i humanitaris, així com per servei llarg i meritori a les carreres civils i militars. L'ús de la distinció, però, va ser modificat, i ha estat conferida a personatges destacats internacionals i no directament integrats en aquests camps, com poden ser la reina Elisabet II del Regne Unit o el secretari d'Estat dels Estats Units Henry Kissinger.
L'orde substituí els ordes nacionals de Savoia (1831), de la Corona d'Itàlia (1868), de Sant Maurici i Sant Llàtzer (1572) i de la Santíssima Anunciació (1362), car el sobirà, com a Gran Mestre, no abdicà després de l'abolició de la monarquia com a fons honorum. Actualment, aquests ordes continuen com a ordes dinàstics de l'antiga Casa Reial de Savoia. Si bé la seva concessió està legalment suprimida a Itàlia, el seu ús és permès a aquells atorgats abans de 1951, llevat que no tenen cap dret de precedència a les cerimònies oficials.
L'orde es concedeix per decret del President de la República, com a cap dels ordes de cavalleria, a recomanació del President del Consell de Ministre. Llevat de circumstàncies excepcionals, ningú no pot la pot rebre inicialment en un rang major que el de Cavaller; i l'edat mínima requerida és sobre els 35 anys. Les investidures tenen lloc bianualment el 2 de juny, aniversari de la proclamació de la República, i el 27 de desembre, aniversari de la promulgació de la Constitució Italiana. Malgrat això, aquelles distincions concedides pel President, relatives al final de mandat o atorgades a estrangers poden concedir-se en qualsevol moment.

## La insígnia
La insígnia, modificada el 2001, mostra la inscripció Al Merito della Repubblica (Al Mèrit de la República), envoltant l'escut d'Itàlia a l'anvers i la inscripció Patriæ Unitati (La Unió del País) i Civium Libertati (La Llibertat del Poble), encerclant el cap d'Itàlia Turrita al revers.
L'orde es concedeix per decret del President de la República, com a cap dels ordes de cavalleria, a recomanació del President del Consell de Ministre. Llevat de circumstàncies excepcionals, ningú no pot la pot rebre inicialment en un rang major que el de Cavaller; i l'edat mínima requerida és sobre els 35 anys.

## Graus

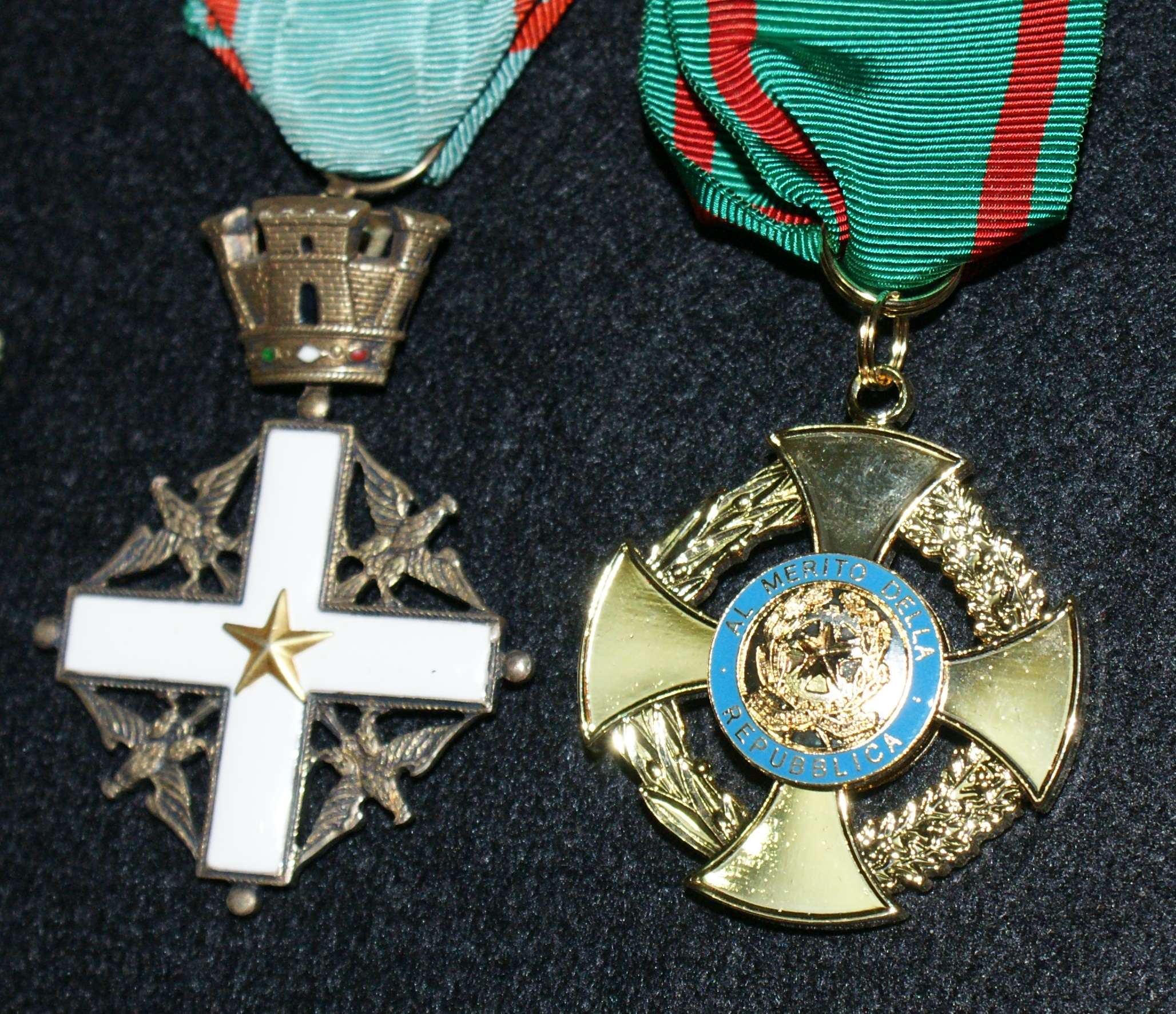
Les dues versions de l'orde, l'antiga (esquerra) i l'actual (dreta)

- Gran Creu de Cavaller amb Cordó: Excepcionalment conferida als Cavallers Gran Creu per premiar els mèrits extraordinaris. Actualment es tracta de la màxima distinció de la República Italiana. La insígnia és daurada, i penja d'un collar d'or.
- Gran Creu de Cavaller: Les insígnies són:

una creu patent arrodonida esmaltada en blanc, ribetejada en or, de 52mm, travessada per dues branques d'olivera i de roure en or. Al centre de la creu hi ha un escut circular en or, anellat en blau, amb l'escut d'Itàlia al centre en or; i amb la inscripció al merito della repubblica en majúscules romanes l'anvers. Al revers apareix la imatge de la Itàlia Turrita en or, i a l'anell hi ha les inscripcions Patriæ Unitati (La Unió del País) i Civium Libertati (La Llibertat del Poble). Penja d'una banda verda amb les puntes d'or.
una placa de 85mm de diàmetre en forma de raigs convexos en plata, amb un altre grups de raigs tallats en diamant.
- Gran Oficial

la creu característica de la condecoració. Es porta penjant del coll.
una placa de 80mm, constituïda per quatre grups de raigs platejats.
- Comendador:

la creu característica de la condecoració. Es porta penjant del coll.
- Oficial:

la creu característica de la condecoració, amb els braços daurats, de 40mm d'ample. Es porta penjant al costat esquerre del pit.
- Cavaller:

la creu característica de la condecoració, amb els braços platejats, de 40mm d'ample. Es porta penjant al costat esquerre del pit.

## Els galons
| Manera de portar cada condecoració |         |            |              |                       |                                      |
| 1951 – 2001                        |         |            |              |                       |                                      |
| Cavaller                           | Oficial | Comendador | Gran Oficial | Gran Creu de Cavaller | Gran Creu de Cavaller amb Gran Cordó |

| Manera de portar cada condecoració |         |            |              |                       |                                      |
| 2001 – avui                        |         |            |              |                       |                                      |
| Cavaller                           | Oficial | Comendador | Gran oficial | Gran Creu de Cavaller | Gran Creu de Cavaller amb Gran Cordó |